# Gustave Baudens
Pour l’article homonyme, voir Lucien Baudens.
Gustave Baudens est un homme politique français né le 1er octobre 1843 à Castelnau-Magnoac (Hautes-Pyrénées) et décédé le 8 janvier 1915 à Puntous (Hautes-Pyrénées)
Maire de Puntous, il devient conseiller général en 1870. Il est élu sénateur en 1893, mais est battu en 1900 et se retire dans sa propriété, s'occupant de la gestion de son domaine.

## Sources
- « Gustave Baudens », dans le Dictionnaire des parlementaires français (1889-1940), sous la direction de Jean Jolly, PUF, 1960 [détail de l’édition]